# Sixième Sens (film)
Pour les articles homonymes, voir Sixième sens.
Ne doit pas être confondu avec Le Sixième Sens, sorti en 1986.
Pour plus de détails, voir Fiche technique et Distribution.
Sixième Sens ou Le Sixième Sens au Québec, en Belgique et en Suisse romande (The Sixth Sense) est un thriller fantastique américain réalisé par M. Night Shyamalan, sorti en 1999. Il met en scène Bruce Willis et Haley Joel Osment.

## Synopsis
Alors qu'il rentre chez lui et s'apprête à fêter avec son épouse une vie couronnée de succès, le Dr Malcolm Crowe, qui est psychologue pour enfants, a la surprise de voir l'un de ses anciens patients, Vincent Grey, pénétrer chez lui. Cet homme est dénudé, sous l'emprise d'un stress important et avec une arme à la main. L'individu accuse Malcolm de l'avoir abandonné à une vie de terreur puis lui tire dessus et se suicide.
Quelque temps plus tard, le Dr Crowe fait la rencontre d'un jeune garçon de neuf ans, Cole Sear, qui lui rappelle Vincent Grey au même âge. Comme lui, Cole est régulièrement en proie à des accès de terreur inexplicables, ce qui en fait une proie facile pour les autres garçons de son âge. Devant l'impuissance de sa mère, le Dr Crowe décide de gagner peu à peu la confiance de l'enfant, pour réussir là où il avait délaissé Vincent Grey précédemment. Cet investissement personnel n'est d'ailleurs pas sans conséquence pour son couple qui, depuis l'intrusion de Vincent Grey, semble avoir des difficultés, notamment au niveau de la communication.
Après plusieurs échanges, Cole révèle à Malcolm qu'il voit des gens morts se déplacer autour de lui. Inconscients de leur état, parfois décédés dans des conditions terribles, ces morts croient continuer à vivre comme si de rien n’était, mais perçoivent la présence du jeune garçon qui interagit et communique avec eux, ce qui ne manque pas de le terroriser. Les allées et venues des esprits se déroulent toujours chez Cole. La température baisse, un froid glacial s'installe. À chaque fois, le petit garçon se réfugie dans une tente, sans comprendre qu'il peut les aider à se rendre compte qu'ils sont morts, et surtout à comprendre ce qui leur est arrivé.
Refusant tout d'abord de croire à son histoire, le Dr Crowe en conclut qu'il ne peut pas aider le jeune garçon, puisque son cas semble relever de la psychiatrie.
Mais alors qu'il réécoute un enregistrement sonore de Vincent Grey du temps où celui-ci fréquentait la même école que Cole, Malcolm a la surprise de constater, en poussant le son à fond, qu'une voix suppliante se fait entendre alors que Vincent était censé être seul dans la pièce. Le Dr Crowe doit alors se rendre à l'évidence et admettre que les deux garçons n’ont pas menti.
Il lui reste toutefois à comprendre pourquoi les morts se manifestent. Après avoir analysé plusieurs « visions » du jeune garçon, Malcolm émet l’hypothèse simple que les apparitions ont peut-être besoin d'être écoutées, qu’elles ont en réalité besoin d'aide pour comprendre leur situation. L'initiative s'avère bientôt payante, puisque Cole prend peu à peu confiance en lui et finit par accepter ce don : il aide ainsi l'esprit d'une fillette à révéler qu'elle est morte empoisonnée par sa belle-mère, souffrant d'un syndrome de Münchhausen par procuration.
Heureux d'avoir accompli sa mission, le Dr Crowe fait ses adieux à Cole, qui lui conseille de parler à sa femme alors qu'elle est endormie. En effet, depuis l'intrusion de Vincent Grey, son couple semble battre de l'aile au point que sa femme est devenue froide et absente. Alors qu’il la trouve endormie sur le divan, visiblement sous l’effet de sédatifs, cette dernière laisse échapper un anneau d’or de ses mains. Constatant qu’il s’agit de son alliance alors qu’il était persuadé de l’avoir au doigt, Malcolm interroge à voix basse son épouse endormie, qui, dans son sommeil, l’entend et lui parle pour la première fois depuis des mois.
Malcolm comprend alors qu'il est mort le soir où Vincent Grey lui a tiré dessus, que son esprit reste prisonnier sur Terre car il a deux tâches à accomplir : aider quelqu'un à vaincre sa peur et dire à sa femme qu'il l'aime. Alors qu'Anna semble enfin en paix et prête à faire le deuil de la mort de son mari, Malcolm, libéré, part pour l'autre monde.

## Fiche technique
Sauf indication contraire, les informations mentionnées dans cette section peuvent être confirmées par les bases de données cinématographiques IMDb et Allociné,  présentes dans la section « Liens externes ».
- Titre original : The Sixth Sense
- Titre français : Sixième Sens
- Titre québécois, belge et suisse : Le Sixième Sens[1],[2],[3]
- Réalisation : M. Night Shyamalan
- Scénario : M. Night Shyamalan
- Musique : James Newton Howard
- Direction artistique : Philip Messina
- Décors : Larry Fulton
- Costumes : Joanna Johnston
- Photographie : Tak Fujimoto
- Son : Michael Kirchberger, Paul P. Soucek, Reilly Steele
- Montage : Andrew Mondshein
- Distribution des rôles : Avy Kaufman
- Production : Kathleen Kennedy, Frank Marshall et Barry Mendel
  - Production déléguée : Sam Mercer
- Sociétés de production : The Kennedy/Marshall Company et Barry Mendel Productions, présenté par Hollywood Pictures et Spyglass Entertainment
- Société de distribution : Buena Vista Pictures Distribution (États-Unis) ; Gaumont Buena Vista International (France) ; Buena Vista International (Belgique, Suisse romande)
- Budget : 40 millions USD[4] ; 55 millions USD[5]
- Pays de production :  États-Unis
- Langues originales : anglais, latin, espagnol
- Format : couleur (Technicolor) — 35 mm — 1,85:1 (Panavision) — son DTS / Dolby Digital / SDDS
- Genre : thriller, drame, fantastique
- Durée : 107 minutes
- Dates de sortie[6] :
  - États-Unis, Québec : 6 août 1999[1]
  - France, Belgique, Suisse romande : 5 janvier 2000[2],[3],[7]
- Classification[8] :
  - États-Unis : accord parental recommandé, film déconseillé aux moins de 13 ans (PG-13 - Parents Strongly Cautioned)[N 1]
  - France : interdit aux moins de 12 ans[9]
  - Belgique : tous publics (Alle Leeftijden)[2]
  - Suisse romande : interdit aux moins de 16 ans[10]
  - Québec : 13 ans et plus (13+ / 13 years and over)[1]

## Distribution
- Bruce Willis (VF : Patrick Poivey et VQ : Jean-Luc Montminy) : Dr. Malcolm Crowe
- Haley Joel Osment (VF : Brice Ournac et VQ : Frédéric Zouvi) : Cole Sear
- Olivia Williams (VF : Anne Rondeleux et VQ : Rafaëlle Leiris) : Anna Crowe
- Toni Collette (VF : Marie Vincent et VQ : Violette Chauveau) : Lynn Sear
- Donnie Wahlberg (VF : Bernard Gabay et VQ : Hugolin Chevrette-Landesque) : Vincent Grey
- Bruce Norris (VF : Jean-Pierre Michael et VQ : Daniel Picard) : Stanley Cunningham
- Glenn Fitzgerald (VF : François Huin) : Sean
- Trevor Morgan : Tommy Tammisimo
- Peter Tambakis : Darren
- Jeffrey Zubernis : Bobby
- M. Night Shyamalan (VF : Michel Papineschi et VQ : Jean-Marie Moncelet) : Dr. Hill
- Lisa Summerour (VQ : Johanne Léveillé) : une demoiselle d'honneur
- Mischa Barton : Kyra Collins
- Greg Wood : M. Collins
- Angelica Torn : Mme Collins
- KaDee Strickland : le visiteur n°5
- Samia Shoaib : la jeune femme

Sources et légende : version française (VF) sur AlloDoublage et RS Doublage. Version québécoise (VQ) sur Doublage Québec

## Production

### Genèse et développement
Pour le scénario, M. Night Shyamalan explique s'être inspiré de l’épisode L’Histoire d’une fille de rêve (The Tale of the Dream Girl) de la série télévisée Fais-moi peur !.
Lorsque David Vogel, alors président de la production de Walt Disney Studios, lit le script de M. Night Shyamalan, il est tout de suite séduit. Il décide de l'acquérir sans pour autant consulter ses collègues. Il débourse ainsi 3 000 000 USD alors que le contrat stipule que M. Night Shyamalan en sera également le réalisateur. Cela déplaît fortement à Disney et affaiblit la position de David Vogel au sein du studio, qu'il quittera finalement quelque temps plus tard. Disney vend alors les droits de production à Spyglass Entertainment mais conserve cependant les droits de distribution et 12,5 % des recettes au box-office.

### Attribution des rôles
Michael Cera a notamment auditionné pour le rôle de Cole Sear, rôle qui revient finalement à Haley Joel Osment. Marisa Tomei a quant à elle été envisagée pour interpréter Lynn Sear.
Dans le film, on voit apparaître à un moment donné un psychiatre pour enfants (celui qui oriente la mère de Cole vers une assistante sociale). Ce psychiatre est joué par le réalisateur et scénariste du film, M. Night Shyamalan, qui a l'habitude, à la manière d'Alfred Hitchcock ou même de Quentin Tarantino, de faire des apparitions dans la plupart de ses films.

### Tournage
Comme la plupart des films de M. Night Shyamalan, le tournage a eu lieu principalement en Pennsylvanie, notamment à Philadelphie, Blue Bell et Bryn Mawr. Une scène est également tournée dans la Gerri's Palm Tavern à Grand Boulevard (Chicago).

## Accueil

### Accueil critique
Sixième Sens a reçu un accueil critique favorable, avec 85 % de critiques positives sur Rotten Tomatoes et une note de 64 sur 100 sur Metacritic.

### Box-office
Avec un budget de 40 millions USD, le film a rapporté 672 806 292 USD de recettes dans le monde, dont 293 506 292 USD aux États-Unis et 7 799 130 entrées en France. En France, il est ainsi le 2e film en nombre d'entrées au box-office de 2000 derrière Taxi 2. Il est également 2e du box-office 1999 nord-américain derrière Star Wars, épisode I : La Menace fantôme.
| Pays ou région        | Box-office                                      | Date d'arrêt du box-office | Nombre de semaines |
| --------------------- | ----------------------------------------------- | -------------------------- | ------------------ |
| États-Unis Canada     | 293 506 292 USD 57,6 millions d'entrées vendues | 4 mai 2004                 | 39                 |
| France                | 7 799 130 entrées                               | 18 juillet 2000            | 28                 |
| Total hors États-Unis | 379 300 000 USD                                 | -                          | -                  |
| Total mondial         | 672 806 292 USD                                 | -                          | -                  |

## Distinctions

### Récompenses
| Récompenses 1999-2003 du film Sixième Sens | Récompenses 1999-2003 du film Sixième Sens                           | Récompenses 1999-2003 du film Sixième Sens                | Récompenses 1999-2003 du film Sixième Sens |
| Années                                     | Évènements                                                           | Catégories / Récompenses                                  | Lauréat(es)                                |
| ------------------------------------------ | -------------------------------------------------------------------- | --------------------------------------------------------- | ------------------------------------------ |
| 1999                                       | Prix Bram-Stoker                                                     | Meilleur scénario                                         | M. Night Shyamalan                         |
| 1999                                       | Kansas City Film Critics Circle Awards                               | Meilleur acteur dans un second rôle                       | Haley Joel Osment                          |
| 2000                                       | Academy of Science Fiction, Fantasy and Horror Films - Saturn Awards | Saturn Award du meilleur film d'horreur                   | Sixième Sens                               |
| 2000                                       | Academy of Science Fiction, Fantasy and Horror Films - Saturn Awards | Saturn Award du meilleur jeune acteur                     | Haley Joel Osment                          |
| 2000                                       | ASCAP Film and Television Music Awards                               | Meilleur compositeur d'un blockbuster                     | James Newton Howard                        |
| 2000                                       | Awards of the Japanese Academy                                       | Meilleur film en langue étrangère                         | Sixième Sens                               |
| 2000                                       | Blockbuster Entertainment Awards                                     | Acteur préféré dans un film à suspense                    | Bruce Willis                               |
| 2000                                       | Blockbuster Entertainment Awards                                     | Second rôle féminin préféré dans un film à suspense       | Toni Collette                              |
| 2000                                       | Blockbuster Entertainment Awards                                     | Révélation masculine préférée (Internet uniquement)       | Haley Joel Osment                          |
| 2000                                       | Critics' Choice Movie Awards                                         | Critics Choice Award de la meilleure performance d'enfant | Haley Joel Osment                          |
| 2000                                       | Dallas-Fort Worth Film Critics Association Awards                    | Meilleur acteur dans un second rôle                       | Haley Joel Osment                          |
| 2000                                       | Empire Awards                                                        | Meilleur réalisateur                                      | M. Night Shyamalan                         |
| 2000                                       | Fangoria Chainsaw Awards                                             | Meilleur film à large diffusion                           | Sixième Sens                               |
| 2000                                       | Fangoria Chainsaw Awards                                             | Meilleur acteur dans un second rôle                       | Haley Joel Osment                          |
| 2000                                       | Fangoria Chainsaw Awards                                             | Meilleure actrice dans un second rôle                     | Toni Collette                              |
| 2000                                       | Fangoria Chainsaw Awards                                             | Meilleur scénario                                         | M. Night Shyamalan                         |
| 2000                                       | Florida Film Critics Circle Awards                                   | Meilleur acteur dans un second rôle                       | Haley Joel Osment                          |
| 2000                                       | Goldene Leinwand                                                     | Écran d'or                                                | Sixième Sens                               |
| 2000                                       | Las Vegas Film Critics Society                                       | Sierra Award du meilleur acteur dans un second rôle       | Haley Joel Osment                          |
| 2000                                       | Las Vegas Film Critics Society                                       | Sierra Award de l'acteur le plus prometteur               | Haley Joel Osment                          |
| 2000                                       | Las Vegas Film Critics Society                                       | Sierra Award du meilleur jeune acteur                     | Haley Joel Osment                          |
| 2000                                       | MTV Movie & TV Awards                                                | Meilleure révélation masculine                            | Haley Joel Osment                          |
| 2000                                       | Online Film and Television Association                               | Meilleur jeune acteur                                     | Haley Joel Osment                          |
| 2000                                       | Online Film Critics Society Awards                                   | Meilleur acteur dans un second rôle                       | Haley Joel Osment                          |
| 2000                                       | People's Choice Awards                                               | Film dramatique de l'année                                | Sixième Sens                               |
| 2000                                       | People's Choice Awards                                               | Film préféré                                              | Sixième Sens                               |
| 2000                                       | Prix Bogey                                                           | Prix Bogey d’or                                           | Sixième Sens                               |
| 2000                                       | Satellite Awards                                                     | Satellite Award du meilleur scénario original             | M. Night Shyamalan                         |
| 2000                                       | Satellite Awards                                                     | Satellite Award du meilleur montage                       | Andrew Mondshein                           |
| 2000                                       | Science Fiction and Fantasy Writers of America                       | Prix Nebula du meilleur scénario                          | M. Night Shyamalan                         |
| 2000                                       | Southeastern Film Critics Association Awards                         | Meilleur acteur dans un second rôle                       | Haley Joel Osment                          |
| 2000                                       | Teen Choice Awards                                                   | Meilleur film dramatique                                  | Sixième Sens                               |
| 2000                                       | Teen Choice Awards                                                   | Meilleure révélation                                      | Haley Joel Osment                          |
| 2000                                       | Young Artist Awards                                                  | Meilleur jeune acteur dans un long métrage                | Haley Joel Osment                          |
| 2000                                       | YoungStar Awards                                                     | Meilleur jeune acteur dans un film dramatique             | Haley Joel Osment                          |
| 2003                                       | Festival de Cannes                                                   | Prix de conception DVD                                    | Sixième Sens                               |

### Nominations
| 1999 | Awards Circuit Community Awards                                      | Meilleur film                                                 | Kathleen Kennedy, Frank Marshall et Barry Mendel                    |
| 1999 | Awards Circuit Community Awards                                      | Meilleur réalisateur                                          | M. Night Shyamalan                                                  |
| 1999 | Awards Circuit Community Awards                                      | Meilleur acteur dans un second rôle                           | Haley Joel Osment                                                   |
| 1999 | Awards Circuit Community Awards                                      | Meilleur scénario original                                    | M. Night Shyamalan                                                  |
| 1999 | Awards Circuit Community Awards                                      | Meilleur montage                                              | Andrew Mondshein                                                    |
| 1999 | Boston Society of Film Critics Awards                                | Meilleur acteur dans un second rôle                           | Haley Joel Osment                                                   |
| 2000 | Academy of Science Fiction, Fantasy and Horror Films - Saturn Awards | Meilleur acteur                                               | Bruce Willis                                                        |
| 2000 | Academy of Science Fiction, Fantasy and Horror Films - Saturn Awards | Meilleur scénariste                                           | M. Night Shyamalan                                                  |
| 2000 | American Cinema Editors                                              | Meilleur montage d'un film dramatique                         | Andrew Mondshein                                                    |
| 2000 | American Society of Cinematographers Awards                          | Meilleure photographie pour un film                           | Tak Fujimoto                                                        |
| 2000 | Australian Film Institute                                            | Meilleur film étranger                                        | Kathleen Kennedy, Frank Marshall et Barry Mendel                    |
| 2000 | BAFTA Awards                                                         | Meilleur film                                                 | Kathleen Kennedy, Frank Marshall et Barry Mendel                    |
| 2000 | BAFTA Awards                                                         | Meilleure réalisation (Prix David Lean)                       | M. Night Shyamalan                                                  |
| 2000 | BAFTA Awards                                                         | Meilleur scénario original                                    | M. Night Shyamalan                                                  |
| 2000 | BAFTA Awards                                                         | Meilleur montage                                              | Andrew Mondshein                                                    |
| 2000 | Casting Society of America                                           | Meilleur casting pour un film dramatique                      | Avy Kaufman                                                         |
| 2000 | Chicago Film Critics Association Awards                              | Meilleur acteur dans un second rôle                           | Haley Joel Osment                                                   |
| 2000 | Chicago Film Critics Association Awards                              | Meilleur scénario                                             | M. Night Shyamalan                                                  |
| 2000 | Chicago Film Critics Association Awards                              | Acteur le plus prometteur                                     | Haley Joel Osment                                                   |
| 2000 | Cinema Audio Society                                                 | Meilleur mixage sonore pour un long métrage                   | Allan Byer, Michael Kirchberger et Reilly Steele                    |
| 2000 | Chlotrudis Awards                                                    | Meilleure actrice dans un second rôle                         | Toni Collette                                                       |
| 2000 | Chlotrudis Awards                                                    | Meilleur scénario                                             | M. Night Shyamalan                                                  |
| 2000 | Chlotrudis Awards                                                    | Meilleur acteur dans un second rôle                           | Haley Joel Osment                                                   |
| 2000 | Critics' Choice Movie Awards                                         | Meilleur film                                                 | Sixième Sens                                                        |
| 2000 | Dallas-Fort Worth Film Critics Association Awards                    | Meilleur film                                                 | Sixième Sens                                                        |
| 2000 | Directors Guild of America                                           | Meilleure réalisation pour un film                            | M. Night Shyamalan                                                  |
| 2000 | Fangoria Chainsaw Awards                                             | Meilleur acteur                                               | Bruce Willis                                                        |
| 2000 | Golden Globes                                                        | Meilleur acteur dans un second rôle                           | Haley Joel Osment                                                   |
| 2000 | Golden Globes                                                        | Meilleur scénario                                             | M. Night Shyamalan                                                  |
| 2000 | International Horror Guild Awards                                    | Meilleur film                                                 | Sixième Sens                                                        |
| 2000 | Las Vegas Film Critics Society                                       | Meilleur scénario original                                    | M. Night Shyamalan                                                  |
| 2000 | Motion Picture Sound Editors                                         | Meilleur montage son – Dialogues et doublages                 | David A. Cohen, Kenton Jakub, Michael Kirchberger et Becky Sullivan |
| 2000 | MTV Movie & TV Awards                                                | Meilleur film                                                 | Sixième Sens                                                        |
| 2000 | MTV Movie & TV Awards                                                | Meilleure performance masculine                               | Bruce Willis                                                        |
| 2000 | MTV Movie & TV Awards                                                | Meilleur duo à l'écran                                        | Haley Joel Osment et Bruce Willis                                   |
| 2000 | National Society of Film Critics Awards                              | Meilleur acteur dans un second rôle                           | Haley Joel Osment                                                   |
| 2000 | Online Film Critics Society Awards                                   | Meilleur acteur dans un second rôle                           | Haley Joel Osment                                                   |
| 2000 | Online Film Critics Society Awards                                   | Meilleur scénario écrit directement pour l'écran              | M. Night Shyamalan                                                  |
| 2000 | Online Film Critics Society Awards                                   | Meilleur scénario original                                    | M. Night Shyamalan                                                  |
| 2000 | Online Film Critics Society Awards                                   | Meilleur espoir                                               | Haley Joel Osment                                                   |
| 2000 | Oscars                                                               | Meilleur film                                                 | Kathleen Kennedy, Frank Marshall et Barry Mendel                    |
| 2000 | Oscars                                                               | Meilleur réalisateur                                          | M. Night Shyamalan                                                  |
| 2000 | Oscars                                                               | Meilleur acteur dans un second rôle                           | Haley Joel Osment                                                   |
| 2000 | Oscars                                                               | Meilleure actrice dans un second rôle                         | Toni Collette                                                       |
| 2000 | Oscars                                                               | Meilleur scénario original                                    | M. Night Shyamalan                                                  |
| 2000 | Oscars                                                               | Meilleur montage                                              | Andrew Mondshein                                                    |
| 2000 | Prix Amanda                                                          | Meilleur film international                                   | M. Night Shyamalan                                                  |
| 2000 | Prix Hugo                                                            | Meilleure présentation dramatique                             | M. Night Shyamalan                                                  |
| 2000 | Satellite Awards                                                     | Meilleure actrice dans un second rôle dans un film dramatique | Toni Collette                                                       |
| 2000 | Satellite Awards                                                     | Meilleur son                                                  | Allan Byer et Michael Kirchberger                                   |
| 2000 | Screen Actors Guild Awards                                           | Meilleur acteur dans un second rôle                           | Haley Joel Osment                                                   |
| 2000 | Southeastern Film Critics Association Awards                         | Meilleur film                                                 | Sixième Sens                                                        |
| 2000 | Teen Choice Awards                                                   | Meilleur méchant                                              | Trevor Morgan                                                       |
| 2000 | Turkish Film Critics Association (SIYAD) Awards                      | Meilleur film en langue étrangère                             | 18e place                                                           |
| 2000 | Writers Guild of America                                             | Meilleur scénario original                                    | M. Night Shyamalan                                                  |
| 2001 | Film Critics Circle of Australia Awards                              | Meilleur film étranger                                        | Sixième Sens                                                        |

### Autres
- Inscription au temple de la renommée des meilleurs films de l'OFTA en 2021

## Éditions en vidéo
- En France, le film Sixième Sens est sorti en DVD le 7 novembre 2000[23]. Par la suite, le film est ressorti en DVD le 29 avril 2003[24], puis en Blu-ray le 13 août 2008[25]

Le film est également sorti en VOD le 1er février 2016.
À la suite des évolutions techniques afin d'améliorer la qualité d'image et de sons, le film sort dans une édition 4K Ultra HD + Blu-ray, ainsi qu'une version 4K Ultra HD + Blu-ray en boîtier steelBook limité le 18 décembre 2024,.
- Au Québec, le film est sorti en DVD / Blu-ray le 28 mars 2000[28].

## Postérité
En 2001, il est classé 60e dans le classement des 100 meilleurs thrillers par l'American Film Institute. En 2007, la réplique « I see dead people » (« Je vois des gens qui sont morts ») a été classée par le magazine américain Première parmi les 100 meilleures répliques de films ainsi que 44e des 100 meilleures répliques de films de l'American Film Institute. Le film figure par ailleurs dans l'ouvrage 1001 Movies You Must See Before You Die de Steven Schneider.
Dans l'épisode 17 de la saison 4 de Scrubs, le concierge regarde le film pour la première fois au lieu de faire son travail. Le Dr. Cox, agacé, lui révèle le rebondissement final. Dans les bonus du DVD de la saison 3, le créateur de la série Bill Lawrence évoque une autre référence faite au film, plus profonde cette fois : c'est en effet tout l'épisode 14 qui reprend la même construction que celle du film.
Le film est également évoqué dans la comédie Amour et Amnésie par le personnage de Lucy, joué par Drew Barrymore.
Les Guignols de l'Info ont également parodié le film dans un sketch où Cole voit des gens « morts politiquement » tels que Michel Rocard, Valéry Giscard d'Estaing ou encore Édouard Balladur, et où le Dr Crowe est remplacé par Lionel Jospin.
Dans Warcraft III, la phrase « I see dead people » est un cheat code qui révèle la carte.